# Afghanistan op de Olympische Zomerspelen 1996
Afghanistan was een van de deelnemende landen aan de Olympische Zomerspelen 1996 in Atlanta, Verenigde Staten van 19 juli tot en met 4 augustus. Het was de tiende deelname aan de Olympische Zomerspelen. Net als tijdens de negen eerdere deelnames werd er geen medaille gewonnen.
Afghanistan zond drie deelnemers naar Atlanta. Echter, de bokser en vlaggendrager Mohammad Jawid Aman mocht niet meedoen aan het boksen omdat hij te laat kwam bij het verplichte wegen van het lichaamsgewicht vlak voor de wedstrijd. De atleten Abdull Ghafoor en Abdul Baser Wasiqi bleven als enige deelnemers voor Afghanistan over. Marathonloper Wasiqi blesseerde zijn hamstring vlak voor de wedstrijd. Niettemin nam hij toch deel aan de marathon, en kwam letterlijk hinkelend en struikelend de finish over, en eindigde als laatste.

## Deelnemers en resultaten
(m) = mannen, (v) = vrouwen 
| Olympiër           | Discipline   | Resultaat | Prestatie            |
| ------------------ | ------------ | --------- | -------------------- |
| Abdull Ghafoor     | 100 m (m)    | 105e      | serie 2: 8e in 12,20 |
| Abdul Baser Wasiqi | marathon (m) | 111e      | finale: 4:24.17      |

Afghanistan · Albanië · Algerije · Amerikaanse Maagdeneilanden · Amerikaans-Samoa · Andorra · Angola · Antigua‑Barbuda · Argentinië · Armenië · Aruba · Australië · Azerbeidzjan · Bahama's · Bahrein · Bangladesh · Barbados · België · Belize · Benin · Bermuda · Bhutan · Bolivia · Bosnië en Herzegovina · Botswana · Brazilië · Britse Maagdeneilanden · Brunei · Bulgarije · Burkina Faso · Burundi · Cambodja · Canada · Centraal-Afrikaanse Republiek · Chili · China · Chinees Taipei · Colombia · Comoren · Congo-Brazzaville · Cookeilanden · Costa Rica · Cuba · Cyprus · Denemarken · Djibouti · Dominica · Dominicaanse Republiek · Duitsland · Ecuador · Egypte · El Salvador · Equatoriaal-Guinea · Estland · Ethiopië · Fiji · Filipijnen · Finland · Frankrijk · Gabon · Gambia · Georgië · Ghana · Grenada · Griekenland · Groot-Brittannië · Guam · Guatemala · Guinee · Guinee-Bissau · Guyana · Haïti · Honduras · Hongarije · Hongkong · Ierland · IJsland · India · Indonesië · Irak · Iran · Israël · Italië · Ivoorkust · Jamaica · Japan · Jemen · Joegoslavië · Jordanië · Kaaimaneilanden · Kaapverdië · Kameroen · Kazachstan · Kenia · Kirgizië · Koeweit · Kroatië · Laos · Lesotho · Letland · Libanon · Liberia · Libië · Liechtenstein · Litouwen · Luxemburg ·  Macedonië · Madagaskar · Malawi · Malediven · Maleisië · Mali · Malta · Marokko · Mauritanië · Mauritius · Mexico · Moldavië · Monaco · Mongolië · Mozambique · Myanmar · Namibië · Nauru · Nederland · Nederlandse Antillen · Nepal · Nicaragua · Nieuw-Zeeland · Niger · Nigeria · Noord-Korea · Noorwegen · Oeganda · Oekraïne · Oezbekistan · Oman · Oostenrijk · Pakistan · Palestina · Panama · Papoea-Nieuw-Guinea · Paraguay · Peru · Polen · Portugal · Puerto Rico · Qatar · Roemenië · Rusland · Rwanda · Saint Kitts en Nevis · Saint Lucia · Saint Vincent en Grenadines · Salomonseilanden · Samoa · San Marino · Sao Tomé en Principe · Saoedi-Arabië · Senegal · Seychellen · Sierra Leone · Singapore · Slovenië · Slowakije · Soedan · Somalië · Spanje · Sri Lanka · Suriname · Swaziland · Syrië · Tadzjikistan · Tanzania · Thailand · Togo · Tonga · Trinidad en Tobago · Tsjaad · Tsjechië · Tunesië · Turkije · Turkmenistan · Uruguay · Vanuatu · Venezuela · Verenigde Arabische Emiraten · Verenigde Staten · Vietnam · Wit-Rusland · Zaïre · Zambia · Zimbabwe · Zuid-Afrika · Zuid-Korea · Zweden · Zwitserland